# انقلاب
الانقلاب (بالفرنسية: Coup d'État) إزاحة مفاجئة للحكومة بفعل مجموعة تنتمي إلى «مؤسسة من مؤسسات الدولة» -عادة ما تكون الجيش- وتنصيب سلطة غيرها سواءً كانت مدنية أو عسكرية. يعدّ الانقلاب ناجحًا إذا تمكّن الانقلابيون من فرض هيمنتهم، فإذا لم يتمكنوا فإن هذا قد يجر الدولة إلى «الحرب الأهلية».
في النمط الكلاسيكي التقليدي يَستغلُّ الانقلابُ قوّةَ الحكومةِ للتمكن من السيطرة السياسية على البلاد. القوات المسلّحة سواء كانت نظامية أو شبه نظامية ليست هي العنصر المحَدِّد لتعريف الانقلاب. ومؤخرا ظهرت وجهة نظر معارضة لتلك القائلة بأن الانقلاب يشكل خطرًا أكيدًا على الديمقراطية والاستقرار، فقدّمت مفهوم «الانقلاب الديمقراطي» الذي يأتي استجابة لحراك شعبي ضد نظام سلطوي أو شمولي فيسقط ذلك النظام بغرض محدّد هو إجراء انتخابات نزيهة لقيادة مدنية. ومثال ذلك الانقلاب الذي تقّلد بموجبه المشير عبد الرحمن سوار الذهب السلطة في السودان سنة 1985 قبل تسليمها إلى حكومة أحمد الميرغني والصادق المهدي المنتخبة.
والبريتوريانية هي التأثير المفرط لسلطة الجيش على حكومة مدنية، وهو أمر يحدث عادةً بعد الانقلاب. وفي الآونة الأخيرة يستخدم مصطلح انقلاب السوق للإشارة إلى التغييرات المؤسسية التي ينتجها الضغط الاقتصادي، وذلك باستخدام آليات لزعزعة الاستقرار والفوضى في الاقتصاد.

## تاريخ وتطور مفهوم الانقلاب
ظهر المصطلح الفرنسي (Coup d'État) في القرن السابع عشر للإشارة إلى الإجراءات المفاجئة والعنيفة التي كان يتخذها الملك، دون احترام للقانون أو العادات الأخلاقية، للتخلص من أعدائه، وكان يلجأ لها للحفاظ على مصالحه وأمن الدولة. توسع مفهوم «انقلاب» طوال فترة القرن التاسع عشر فأصبح يدل على أعمال العنف التي ترتكبها أحد مكونات الدولة، على سبيل المثال، القوات المسلحة، من أجل عزل رأس الدولة. ففرض هذا المصطلح نفسه، ولكن تم تمييزه عن مصطلح «ثورة»، الذي يكون منظم بشكل رئيسي من قبل مدنيين لا نفوذ لهم في هياكل الدولة.
وفي القرن العشرين، ظهر عام 1930 كتاب تقنيات الانقلاب (بالإيطالية: Tecnica del colpo di Stato) من تأليف كورزيو مالابارته، الذي فرض وعمم انتشار واستخدام مصطلح الانقلاب بمعناه الحديث، من خلال تحليله النقدي لأنشطة الحركات الفاشية والنازية. فحسب «مالابارتي» لا ينطبق مفهوم الانقلاب فقط على العسكريين والسياسيين بل يشمل حتى القوى المدنية، التي تشارك أيضًا من خلال زعزعة استقرار الحكومة من خلال إجراءات تهدف إلى خلق حالة من الفوضى الاجتماعية تمكن وتبرر في وصول الانقلابيين إلى السلطة.
ويميز مالابارتي بين مفهوم الانقلاب وبين «الحرب الأهلية» و«الثورة»، كون الانقلاب يعتمد على عنصر المفاجأة ومدة العمليات المنخفضة نسبيًا، وتقليص حجم المواجهة المسلحة لأقصى حد.

## تاريخ الانقلابات في الوطن العربي

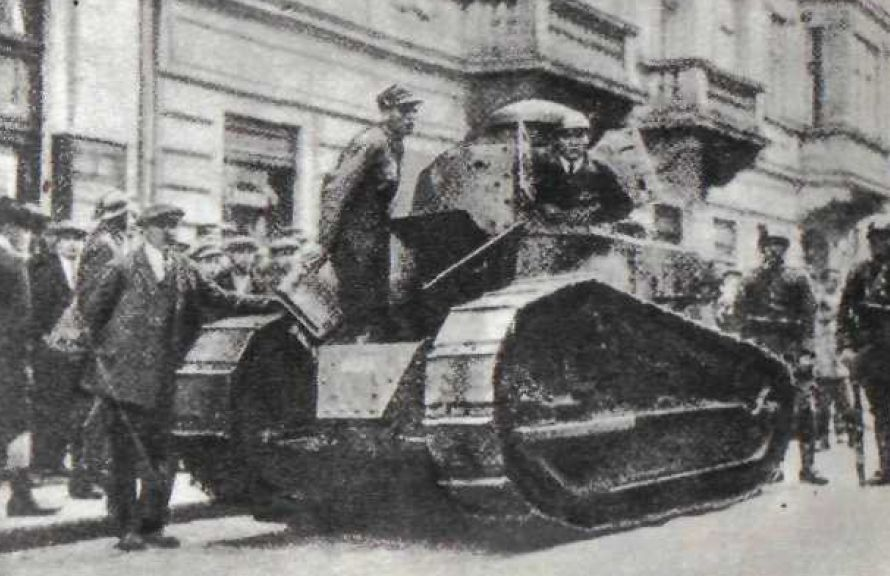
انقلاب عسكري في بولندا سنة 1926م.

- 1941: انقلاب رشيد عالي الكيلاني نتج عنه إسقاط عبد الإله بن علي الهاشمي.
- 1948:ثورة الدستور، هي محاولة انقلاب وإنشاء دستور مدني في اليمن.
- 1949:
  - مارس: انقلاب سامي الحناوي والإطاحة بالرئيس حسني الزعيم.
  - أغسطس: انقلاب حسني الزعيم في سوريا والإطاحة بالرئيس شكري القوتلي.
  - ديسمبر: انقلاب أديب الشيشكلي في سوريا والإطاحة بقائد الجيش سامي الحناوي.
- 1951: انقلاب أديب الشيشكلي في سوريا واستقالة الرئيس هاشم الأتاسي.
- 1952: انقلاب الضباط الأحرار على النظام الملكي في مصر.
- 1954: انقلاب فيصل الأتاسي وسقوط نظام أديب الشيشكلي.
- 1954: مجلس قيادة الثورة يجبر محمد نجيب علي الاستقالة ويضعه تحت الإقامة الجبرية.
- 1958: انقلاب الضباط الوطنيين على النظام الملكي في العراق.
- 1958: انقلاب إبراهيم عبود على حكومة عبد الله خليل في السودان.
- 1962: انقلاب عبد الله السلال على النظام الملكي في اليمن.
- 1963: انقلاب حركة 8 شباط 1963 أطاح بنظام حكم رئيس الوزراء في العراق عبد الكريم قاسم.
- 1963: انقلاب الثامن من آذار في سوريا على الرئيس ناظم القدسي.
- 1963: انقلاب عبد السلام محمد عارف في العراق.
- 1964: انقلاب الملك فيصل بن عبد العزيز على أخيه الملك سعود.
- 1965: انقلاب هواري بومدين والإطاحة بالرئيس أحمد بن بلة في الجزائر.
- 1966: الانقلاب الثامن في سوريا وسيطرة اللجنة العسكرية بحزب البعث على السلطة.
- 1968: ثورة 17 تموز 1968، انقلاب أطاح بعبد الرحمن عارف في العراق، وتولى حزب البعث أحمد حسن البكر وصدام حسين.
- 1969: انقلاب معمر القذافي على النظام الملكي في ليبيا.
- 1969: انقلاب جعفر النميري واستيلاء الجيش على الحكم في السودان.
- 1969: انقلاب محمد سياد بري في الصومال بعد اغتيال الرئيس عبد الرشيد علي شرماكي.
- 1970: انقلاب حافظ الأسد والإطاحة بالرئيس نور الدين الأتاسي.
- 1970: انقلاب قابوس بن سعيد على والده سعيد بن تيمور.
- 1971: محاولة انقلاب الصخيرات بقيادة أمحمد أعبابو على الملك الحسن الثاني.
- 1972: محاولة انقلاب أوفقير على الملك الحسن الثاني في المملكة المغربية.
- 1978: انقلاب الجيش الموريتاني والإطاحة بالرئيس المختار ولد داداه.
- 1979: انقلاب صدام حسين على أحمد حسن البكر ووصوله إلى الحكم في العراق.
- 1985: انقلاب عبد الرحمن سوار الذهب على جعفر النميري.
- 1989: انقلاب عمر البشير على حكومة الصادق المهدي.
- 1995: انقلاب حمد بن خليفة آل ثاني على والده خليفة بن حمد آل ثاني.
- 2005: انقلاب محمد ولد عبد العزيز على معاوية ولد سيدي أحمد الطايع (طالع أيضا انقلاب موريتانيا 2008).
- 2013: انقلاب عبد الفتاح السيسي على محمد مرسي (طالع انقلاب 2013 في مصر).
- 2014: انقلاب جماعة الحوثي على عبد ربه منصور هادي (طالع انقلاب اليمن 2014).
- 2019: انقلاب أحمد عوض بن عوف وزير الدفاع السوداني على عمر البشير في السودان.

## زعماء حاليين وصلوا للسلطة عبر انقلاب
| اسم                | البلد            | تاريخ الانقلاب |
| ------------------ | ---------------- | -------------- |
| تيودورو أوبيانغ    | غينيا الاستوائية | 1979           |
| يوري موسفني        | أوغندا           | 1986           |
| فرانك باينيماراما  | فيجي             | 2006           |
| أندري راجولينا     | مدغشقر           | 2009           |
| عبد الفتاح السيسي* | مصر              | 2013           |
| عبد الفتاح البرهان | السودان          | 2019           |
| إبراهيم تراوري     | بوركينا فاسو     | 2022           |
| بريس أوليغي        | الغابون          | 2023           |

* تم تأكيده لاحقا في انتخابات الرئاسة المصرية 2014 بعد انقلاب 2013 المصري.

### انقلابات في تركيا
- الانقلاب العسكري العثماني 1913
- الانقلاب العسكري التركي 1960
- الانقلاب العسكري التركي 1971
- الانقلاب العسكري التركي المزعوم 1993
- المذكرة العسكرية 1997 (تركيا)
- محاولة انقلاب 2009 في تركيا
- محاولة الانقلاب في تركيا 2016

### انقلابات في تايلاند
- انقلاب 2006 في تايلاند
- انقلاب 2014 في تايلاند